# Brahmischrift
Brahmischrift is het schrift dat in de Oudheid tot vroege Middeleeuwen in het zuiden van Azië ("India") gebruikt werd. Brahmi is een abugida, een alfabet waarin uit klinker- en medeklinkertekens samengestelde tekens voor lettergrepen gemaakt worden. Het is het oudst bekende schrijfsysteem van het zuiden en midden van India. In het noorden van India was tijdens de Harappabeschaving (rond 2000 v.Chr.) al het (nog niet ontcijferde) Harappaschrift gebruikt. Gelijktijdig met het Brahmi kwam in het uiterste noordwesten van India bovendien het Kharosthischrift voor. Het Brahmischrift werd ontcijferd in 1837, voornamelijk door de Britse oriëntalist James Prinsep. De ontcijfering was een doorbraak voor het inzicht in de Indiase oudheid, omdat naast religieuze tradities ook historische inscripties als bronnen beschikbaar kwamen.

## Beschrijving
De oudste onbetwiste inscripties in het Brahmi zijn de edicten van Asoka uit het tweede deel van de 3e eeuw v.Chr., die van het noorden tot in het diepe zuiden van India zijn teruggevonden. De taal van deze inscripties verschilt per gebied en is in het noorden meestal een Indo-Arisch Prakrit. In het uiterste zuiden van India vormden de inscripties de eerste geschreven vorm van het Tamil. Of inscripties uit de 5e eeuw v.Chr. in Sri Lanka tot het Brahmi behoren is omstreden.
De oorsprong van het Brahmischrift is niet met zekerheid vast te stellen. Mogelijk ontstond het schrift uit de Semitische schriften uit het zuidwesten van Azië, waarmee India nauwe handelsbetrekkingen had. Vooral met het Kharosthischrift zijn overeenkomsten te vinden, die er mogelijk op duiden dat het Kharosthi enige invloed op de ontwikkeling van het Brahmi heeft gehad. Het Brahmischrift kan echter ook in India zelf ontwikkeld zijn door de Mauryadynastie of haar voorgangers, om het bestuur van hun rijk te vergemakkelijken. De inscripties uit de tijd van Asoka doen vermoeden dat het schrift geen nieuwe vinding was en op zijn minst al een traditie van enkele generaties moet hebben gehad.
Sommige Indo-Griekse vorsten uit de 3e tot 1e eeuw v.Chr. lieten munten slaan waarop naast teksten in het Grieks ook Brahmi of Kharosthi voorkomt. De Indiase heersers van het noordwesten in de eerste eeuwen na Christus zetten deze traditie voort: de Kushana's lieten munten slaan waarop naast Bactrisch of Kharosthi- ook Brahmischrift voorkwam. Niet alleen de machthebbers maakten gebruik van het Brahmischrift. Boeddhistische en jainistische monniken gebruikten het schrift om hun tradities vast te leggen en zorgden daarmee voor de verdere verspreiding van het schrift over India.

## Afgeleide schriften

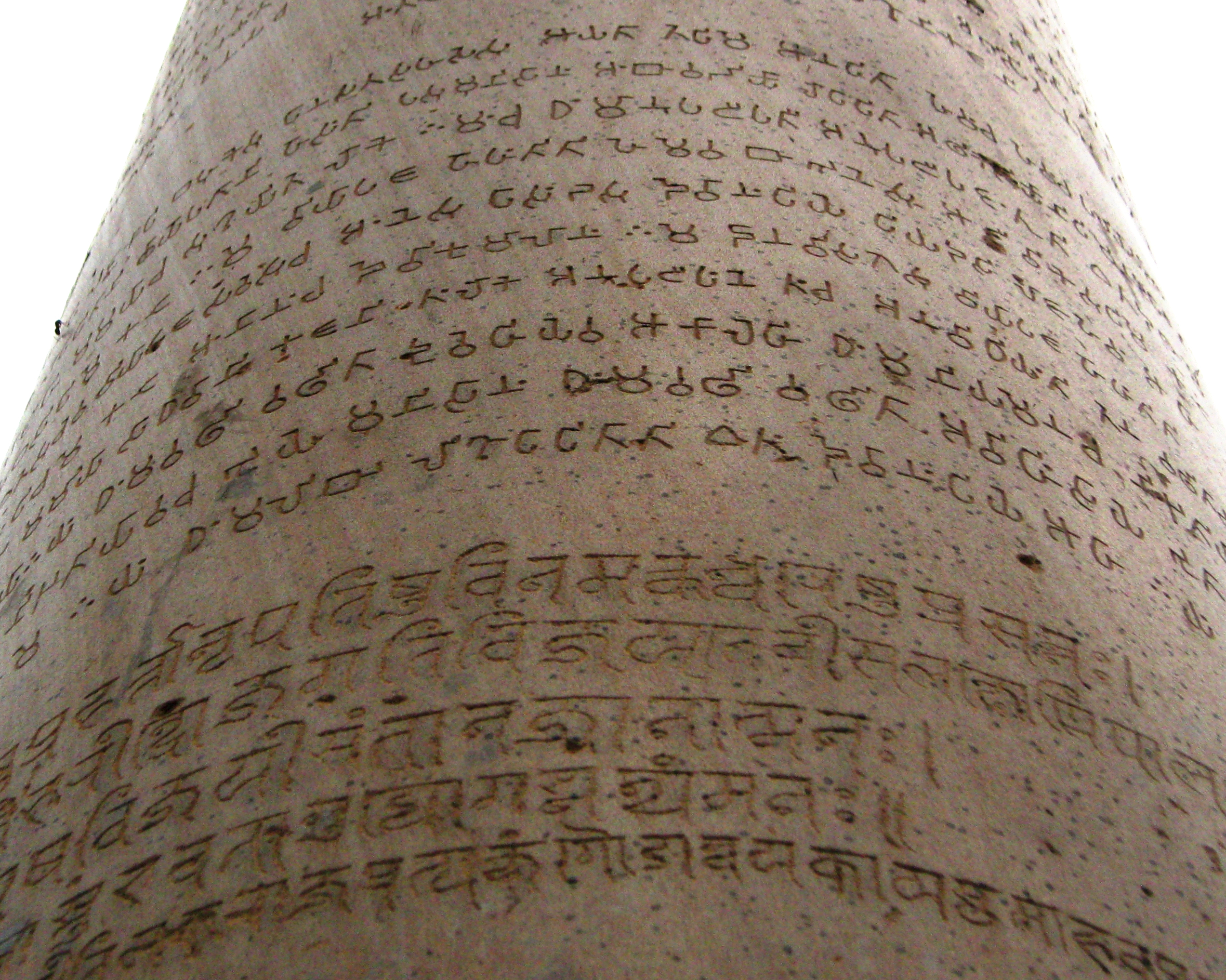
1800 jaar scheidt deze inscripties: Brahmischrift van de 3e eeuw v.chr. en haar afstammeling van de 16e eeuw n.chr. het Devanagari

In de loop van een millennium ontwikkelde Brahmi zich tot tal van regionale schriften, gewoonlijk ingedeeld in een meer ronde Zuid-Indiase groep en een meer hoekige Noord-Indiase groep. In de loop van de tijd werden deze regionale schriften geassocieerd met de lokale talen. Een noordelijke Brahmivariant leidde tot het Guptaschrift tijdens het Gupta rijk, ook wel "Laat Brahmi" genoemd (gebruikt in de 5e eeuw), dat op zijn beurt in de middeleeuwen ontwikkelde tot een aantal cursieve schriften, inclusief het Siddham (6e eeuw), Sharadaschrift (9e eeuw) en het Devanagari (10e eeuw).
Zuid-Brahmi leidde tot het Pallavaschrift (4e eeuw), het Vatteluttuschrift (8e eeuw) en vanwege het contact van het hindoeïsme met Zuidoost-Azië tijdens de vroege eeuwen na Christus, gaf het ook aanleiding tot het Baybayin in de Filipijnen, het Javaans schrift in Indonesië, het Khmerschrift in Cambodja, en het Oud Monschrift in Birma.
In de Brahmische schriftfamilie zijn er ook verschillende afgeleidde schriften te vinden in Centraal-Azië zoals het Tibetaans, Tochaars (ook wel schuin Brahmi genoemd), en het schrift gebruikt door de Saken.
Verschillende auteurs hebben gesuggereerd dat de basisletters van Hangul zijn gemodelleerd naar het Phagspa-schrift van het Mongoolse rijk, wat zelf een afgeleide is van het Tibetaans schrift, een Brahmischrift.
De lettervolgorde van het Brahmischrift werd gebruikt als de moderne lettervolgorde van het Japanse Kana, alhoewel de letters zelf niet verwant zijn.